# Eccellenza Friuli-Venezia Giulia 1998-1999
Il campionato italiano di calcio di Eccellenza regionale 1998-99 è stato l'ottavo organizzato in Italia. Rappresenta il sesto livello del calcio italiano.
Questo è il campionato regionale della regione Friuli-Venezia Giulia.

## Stagione
Al campionato di Eccellenza del Friuli Venezia Giulia 1998-99 partecipano 16 squadre: 
- 12 hanno mantenuto la categoria : Centro del Mobile, Manzanese, Mossa, Porcia, Pozzuolo, Pro Gorizia, Rivignano, Ronchi, Sacilese, San Sergio, Sangiorgina e Sevegliano
- 2 sono state retrocesse dal C.N.D. : Cormonese e Tamai
- 2 sono state promosse dalla Promozione : Fanna-Cavasso e San Luigi (vincitrici dei gironi).

## Squadre partecipanti
| Squadra                       | Città (provincia)                |
| ----------------------------- | -------------------------------- |
| A.S. Centro del Mobile Calcio | Maron di Brugnera (PN)           |
| Cormonese Calcio              | Cormons (GO)                     |
| U.C. Fanna-Cavasso            | Fanna e Cavasso Nuovo (PN)       |
| U.S. Manzanese                | Manzano (UD)                     |
| A.S. Mossa                    | Mossa (GO)                       |
| U.S. Porcia                   | Porcia (PN)                      |
| U.C. Pozzuolo del Friuli      | Pozzuolo del Friuli (UD)         |
| A.C. Pro Gorizia              | Gorizia                          |
| U.S. Rivignano                | Rivignano (UD)                   |
| A.S. Ronchi Calcio            | Ronchi dei Legionari (GO)        |
| S.S. Sacilese                 | Sacile (PN)                      |
| A.C. San Luigi                | Trieste                          |
| Pol. San Sergio Calcio        | Trieste                          |
| S.S. Sangiorgina              | San Giorgio di Nogaro (UD)       |
| U.S. Sevegliano               | Sevegliano di Bagnaria Arsa (UD) |
| S.P. Tamai                    | Tamai (PN)                       |

## Classifica finale
|  | Pos. | Squadra           | Pt | G  | V  | N  | P  | GF | GS | DR  |
|  | ---- | ----------------- | -- | -- | -- | -- | -- | -- | -- | --- |
|  | 1.   | Pro Gorizia       | 68 | 30 | 20 | 8  | 2  | 51 | 13 | +38 |
|  | 2.   | Tamai             | 60 | 30 | 18 | 6  | 6  | 41 | 19 | +22 |
|  | 3.   | San Sergio        | 52 | 30 | 14 | 10 | 6  | 50 | 37 | +13 |
|  | 4.   | Sevegliano        | 50 | 30 | 14 | 8  | 8  | 40 | 26 | +14 |
|  | 5.   | Pozzuolo          | 48 | 30 | 12 | 12 | 6  | 35 | 26 | +9  |
|  | 6.   | Sangiorgina       | 45 | 30 | 12 | 9  | 9  | 37 | 32 | +5  |
|  | 7.   | Sacilese          | 43 | 30 | 11 | 10 | 9  | 33 | 31 | +2  |
|  | 8.   | Cormonese         | 41 | 30 | 12 | 5  | 13 | 29 | 24 | +5  |
|  | 9.   | Manzanese         | 41 | 30 | 11 | 8  | 11 | 39 | 46 | -7  |
|  | 10.  | Ronchi            | 35 | 30 | 8  | 11 | 11 | 27 | 32 | -5  |
|  | 11.  | San Luigi         | 34 | 30 | 9  | 7  | 14 | 30 | 37 | -7  |
|  | 12.  | Fanna Cavasso     | 33 | 30 | 7  | 12 | 11 | 27 | 35 | -8  |
|  | 13.  | Mossa             | 33 | 30 | 8  | 9  | 13 | 22 | 37 | -15 |
|  | 14.  | Rivignano         | 28 | 30 | 5  | 13 | 13 | 29 | 38 | -9  |
|  | 15.  | Centro del Mobile | 23 | 30 | 6  | 5  | 19 | 23 | 43 | -20 |
|  | 16.  | Porcia            | 16 | 30 | 3  | 7  | 20 | 18 | 55 | -37 |

## Risultati

### Calendario
| andata       | 1ª giornata                 | ritorno      |
| 20 set. 1998 |                             | 17 gen. 1999 |
| 0-1          | Cormonese-Porcia            | 2-1          |
| 2-0          | Manzanese-Centro del Mobile | 1-4          |
| 1-0          | Mossa-San Luigi             | 0-0          |
| 2-0          | Pozzuolo-Ronchi             | 3-1          |
| 0-0          | Rivignano-Pro Gorizia       | 1-3          |
| 1-2          | Sacilese-Sangiorgina        | 1-1          |
| 1-1          | San Sergio-Fanna Cavasso    | 1-1          |
| 1-0          | Tamai-Sevegliano            | 3-4          |

| andata       | 4ª giornata                | ritorno     |
| 11 ott. 1998 |                            | 7 feb. 1999 |
| 1-1          | Centro del Mobile-Sacilese | 0-3         |
| 0-0          | Manzanese-Pozzuolo         | 0-1         |
| 0-2          | Porcia-Fanna Cavasso       | 0-3         |
| 3-1          | Pro Gorizia-Tamai          | 1-2         |
| 0-2          | Ronchi-Cormonese           | 1-2         |
| 1-4          | Sangiorgina-San Sergio     | 1-2         |
| 3-2          | San Luigi-Rivignano        | 1-1         |
| 6-1          | Sevegliano-Mossa           | 1-0         |

| andata      | 7ª giornata                  | ritorno      |
| 1 nov. 1998 |                              | 28 feb. 1999 |
| 0-0         | Cormonese-Manzanese          | 2-3          |
| 0-0         | Fanna Cavasso-Ronchi         | 1-1          |
| 1-1         | Porcia-Sangiorgina           | 1-2          |
| 0-1         | Rivignano-Mossa              | 1-1          |
| 0-0         | Sacilese-Pozzuolo            | 1-1          |
| 2-0         | San Sergio-Centro del Mobile | 2-2          |
| 1-1         | Sevegliano-Pro Gorizia       | 0-1          |
| 2-0         | Tamai-San Luigi              | 2-0          |

| andata       | 10ª giornata             | ritorno      |
| 22 nov. 1998 |                          | 21 mar. 1999 |
| 0-0          | Centro del Mobile-Porcia | 0-0          |
| 2-1          | Manzanese-Fanna Cavasso  | 2-1          |
| 0-0          | Mossa-Tamai              | 1-2          |
| 1-1          | Pozzuolo-San Sergio      | 2-2          |
| 1-1          | Rivignano-Sevegliano     | 1-1          |
| 1-2          | Ronchi-Sangiorgina       | 1-1          |
| 1-0          | Sacilese-Cormonese       | 0-0          |
| 0-2          | San Luigi-Pro Gorizia    | 0-1          |

| andata       | 13ª giornata             | ritorno      |
| 13 dic. 1998 |                          | 18 apr. 1999 |
| 1-1          | Fanna Cavasso-Sacilese   | 2-2          |
| 0-2          | Porcia-Pozzuolo          | 0-1          |
| 1-0          | Pro Gorizia-Mossa        | 1-0          |
| 0-2          | Ronchi-Centro del Mobile | 1-3          |
| 4-3          | Sangiorgina-Manzanese    | 1-2          |
| 2-1          | San Sergio-Cormonese     | 0-3          |
| 1-0          | Sevegliano-San Luigi     | 1-2          |
| 0-0          | Tamai-Rivignano          | 1-1          |

| andata       | 2ª giornata             | ritorno      |
| 27 set. 1998 |                         | 24 gen. 1999 |
| 1-1          | Centro del Mobile-Mossa | 1-2          |
| 1-0          | Fanna Cavasso-Tamai     | 1-1          |
| 2-2          | Porcia-San Sergio       | 1-2          |
| 3-1          | Pro Gorizia-Cormonese   | 1-0          |
| 0-0          | Ronchi-Sacilese         | 1-0          |
| 1-1          | San Luigi-Pozzuolo      | 1-4          |
| 1-1          | Sangiorgina-Rivignano   | 1-0          |
| 1-0          | Sevegliano-Manzanese    | 1-1          |

| andata       | 5ª giornata                 | ritorno      |
| 18 ott. 1998 |                             | 14 feb. 1999 |
| 0-0          | Cormonese-San Luigi         | 1-0          |
| 0-0          | Fanna Cavasso-Pro Gorizia   | 1-1          |
| 0-2          | Porcia-Sevegliano           | 1-2          |
| 2-0          | Pozzuolo-Mossa              | 0-2          |
| 3-0          | Rivignano-Centro del Mobile | 2-0          |
| 2-1          | Sacilese-Manzanese          | 1-1          |
| 1-1          | San Sergio-Ronchi           | 1-3          |
| 1-0          | Tamai-Sangiorgina           | 3-0          |

| andata      | 8ª giornata             | ritorno     |
| 8 nov. 1998 |                         | 7 mar. 1999 |
| 0-1         | Centro del Mobile-Tamai | 2-1         |
| 3-1         | Manzanese-San Sergio    | 1-2         |
| 1-0         | Mossa-Cormonese         | 0-0         |
| 3-0         | Pozzuolo-Rivignano      | 2-2         |
| 2-0         | Ronchi-Porcia           | 3-1         |
| 3-2         | Sacilese-Sevegliano     | 1-0         |
| 1-2         | Sangiorgina-Pro Gorizia | 1-1         |
| 1-0         | San Luigi-Fanna Cavasso | 2-1         |

| andata       | 11ª giornata                  | ritorno      |
| 29 nov. 1998 |                               | 28 mar. 1999 |
| 3-0          | Cormonese-Rivignano           | 1-0          |
| 0-0          | Fanna Cavasso-Mossa           | 0-3          |
| 0-0          | Porcia-Manzanese              | 0-2          |
| 3-0          | Pro Gorizia-Centro del Mobile | 1-0          |
| 3-0          | Sangiorgina-San Luigi         | 1-1          |
| 1-0          | San Sergio-Sacilese           | 2-1          |
| 0-1          | Sevegliano-Ronchi             | 0-0          |
| 0-0          | Tamai-Pozzuolo                | 1-0          |

| andata       | 14ª giornata            | ritorno      |
| 20 dic. 1998 |                         | 25 apr. 1999 |
| 0-1          | CentroMobile-San Luigi  | 0-1          |
| 0-2          | Cormonese-Tamai         | 0-1          |
| 1-1          | Manzanese-Ronchi        | 1-3          |
| 0-1          | Mossa-Sangiorgina       | 1-0          |
| 1-1          | Pozzuolo-Pro Gorizia    | 0-3          |
| 0-1          | Rivignano-Fanna Cavasso | 1-1          |
| 1-2          | Sacilese-Porcia         | 1-2          |
| 4-2          | San Sergio-Sevegliano   | 1-3          |

| andata      | 3ª giornata                | ritorno      |
| 4 ott. 1998 |                            | 31 gen. 1999 |
| 0-0         | Cormonese-Sangiorgina      | 0-3          |
| 0-2         | Fanna Cavasso-Sevegliano   | 0-0          |
| 1-1         | Mossa-Manzanese            | 2-4          |
| 2-1         | Pozzuolo-Centro del Mobile | 1-2          |
| 1-0         | Rivignano-Ronchi           | 1-0          |
| 1-0         | Sacilese-San Luigi         | 1-2          |
| 1-0         | San Sergio-Pro Gorizia     | 0-2          |
| 2-1         | Tamai-Porcia               | 1-0          |

| andata       | 6ª giornata                 | ritorno      |
| 25 ott. 1998 |                             | 21 feb. 1999 |
| 0-2          | Centro del Mobile-Cormonese | 0-1          |
| 3-2          | Manzanese-Rivignano         | 0-2          |
| 0-3          | Mossa-Sacilese              | 0-1          |
| 0-1          | Pozzuolo-Sevegliano         | 1-1          |
| 5-0          | Pro Gorizia-Porcia          | 2-0          |
| 1-0          | Ronchi-Tamai                | 0-2          |
| 1-2          | Sangiorgina-Fanna Cavasso   | 3-0          |
| 0-0          | San Luigi-San Sergio        | 2-2          |

| andata       | 9ª giornata                     | ritorno      |
| 15 nov. 1998 |                                 | 14 mar. 1999 |
| 0-1          | Cormonese-Pozzuolo              | 0-0          |
| 0-2          | Fanna Cavasso-Centro del Mobile | 2-0          |
| 0-5          | Porcia-San Luigi                | 0-4          |
| 0-0          | Pro Gorizia-Ronchi              | 2-0          |
| 0-1          | Rivignano-Sacilese              | 2-3          |
| 6-1          | San Sergio-Mossa                | 2-0          |
| 0-1          | Sevegliano-Sangiorgina          | 0-0          |
| 5-1          | Tamai-Manzanese                 | 3-0          |

| andata      | 12ª giornata                  | ritorno      |
| 6 dic. 1998 |                               | 11 apr. 1999 |
| 0-1         | Centro del Mobile-Sangiorgina | 1-2          |
| 0-1         | Cormonese-Sevegliano          | 0-2          |
| 1-1         | Manzanese-Pro Gorizia         | 0-3          |
| 2-1         | Mossa-Porcia                  | 0-1          |
| 1-0         | Pozzuolo-Fanna Cavasso        | 1-4          |
| 0-2         | Rivignano-San Sergio          | 1-1          |
| 0-0         | Sacilese-Tamai                | 0-2          |
| 0-2         | San Luigi-Ronchi              | 2-2          |

| andata       | 15ª giornata                 | ritorno     |
| 10 gen. 1999 |                              | 2 mag. 1999 |
| 0-1          | Fanna Cavasso-Cormonese      | 0-5         |
| 2-2          | Porcia-Rivignano             | 1-1         |
| 2-1          | Pro Gorizia-Sacilese         | 4-0         |
| 0-0          | Ronchi-Mossa                 | 1-1         |
| 0-1          | San Luigi-Manzanese          | 1-2         |
| 0-1          | Sangiorgina-Pozzuolo         | 1-1         |
| 3-1          | Sevegliano-Centro del Mobile | 1-0         |
| 0-2          | Tamai-San Sergio             | 1-0         |

## Play-off nazionali

### Primo turno
| Arbitro: | Ongaro (Rovigo) |

|                              |           |  |
| Marchetto 10’ Cugnetto 90+1’ | Marcatori |  |

| Arbitro: | Galloni (Lodi) |

|           |           |                     |
| Ledda 50’ | Marcatori | 88’ (rig.) Fuschini |

## Fase Regionale Coppa Italia Dilettanti
La coppa è stata vinta dalla Pro Gorizia (1-0 in finale sulla Cormonese)

## Supercoppa regionale
Quest'anno le partecipanti passano da 9 a 8 (non ci sono più i campioni di Carnia), la formula quindi è quella dell'eliminazione diretta.
| Squadra              | Città (provincia)                         | Titolo                             |
| -------------------- | ----------------------------------------- | ---------------------------------- |
| Squadre partecipanti |                                           |                                    |
| Pro Gorizia          | Gorizia                                   | Vincitore Eccellenza               |
| Juniors Casarsa      | Casarsa della Delizia (PN)                | Vincitore Girone A Promozione      |
| Palmanova            | Palmanova (UD)                            | Vincitore Girone B Promozione      |
| Don Bosco            | Pordenone                                 | Vincitore Girone A Prima Categoria |
| Costalunga           | Trieste                                   | Vincitore Girone B Prima Categoria |
| Futura Carlino       | Carlino (UD)                              | Vincitore Girone C Prima Categoria |
| Cormonese            | Cormons (GO)                              | Finalista Coppa Italia Regionale   |
| Union 91             | Percoto e Lauzacco di Pavia di Udine (UD) | Vincitore Coppa Regione            |

### Primo turno
| Arbitro: | Poles (Pordenone) |

|                 |           |  |
| Perosa 82’, 85’ | Marcatori |  |

| Arbitro: | Brandi (Cervignano) |

|  |           |                                            |
|  | Marcatori | 44’ Tolloi 55’ Rossi 60’ Perosa 80’ Braida |

| Arbitro: | Pravisani (Udine) |

|  |           |                            |
|  | Marcatori | 26’ Salvadore 36’ E.Sorgon |

| Arbitro: | Comuzzi (Udine) |

|                |           |                                          |
| Bragagnolo 27’ | Marcatori | 24’, 87’ Zanette 30’ Fogolin 43’ Zavagno |

| Arbitro: | Miniussi (Trieste) |

|                                   |           |  |
| Basaglia 35’ Moro 76’ Zuliani 82’ | Marcatori |  |

| Arbitro: | Zaffanella (Trieste) |

|                     |           |  |
| Pellizer 42’ (rig.) | Marcatori |  |

| Arbitro: | Ottaviano (Cormons) |

|           |           |  |
| Krmac 75’ | Marcatori |  |

| Arbitro: | Zamò (Cormons) |

|           |                      |  |
| Koren 44’ | Marcatori            |  |
|           | Tiri di rigore 4 – 2 |  |

### Semifinali
| Arbitro: | Zulian (Trieste) |

|                       |           |             |
| Tolloi 2’ Negyedi 73’ | Marcatori | 29’ Fogolin |

| Arbitro: | Rossi (Udine) |

|               |           |            |
| Zanette 45+2’ | Marcatori | 84’ Tolloi |

| Arbitro: | Parisi (Pordenone) |

|              |           |             |
| Albanese 33’ | Marcatori | 2’ Basaglia |

| Cormons 26 maggio 1999 | Cormonese         | 0 – 0 | Costalunga | Campo Sportivo\| Arbitro: \| Lepore (Tolmezzo) \| |
| Arbitro:               | Lepore (Tolmezzo) |       |            |                                                   |

### Finale
| Arbitro: | Bevilacqua (Tolmezzo) |

|  |           |              |
|  | Marcatori | 109’ Negyedi |